# U-Boot-Bunker
U-Boot-Bunker sind überbaute Hafen- oder Werftanlagen zur Produktion oder Wartung von U-Booten. Zum Schutz gegen Luftangriffe und gegnerischen Beschuss wurden diese Bunker mit einer Panzerung aus Stahlbeton versehen. Sie konnten auch als Militärbasis für U-Boote dienen. Erste, so genannte U-Boot-Unterstände entstanden deutscherseits bereits während des Ersten Weltkrieges. Der Großteil der U-Boot-Bunker wurde zur Zeit des Zweiten Weltkriegs oder während des Kalten Krieges errichtet.

## Deutsche U-Boot-Bunker des Zweiten Weltkriegs
Die Bezeichnung richtete sich nach den Anfangsbuchstaben der Standorte: „Valentin“ stammt von Vegesack, dem Standort der Vulkan-Werft. Der U-Boot-Bunker in Hamburg-Finkenwerder hieß „Fink II“, der Bunker Wespe stand in Wilhelmshaven, in Kiel gab es den U-Boot-Bunker Kilian.
Das Deutsche Reich baute und betrieb U-Boot-Bunker in Deutschland, Frankreich und Norwegen. Federführend bei deren Errichtung war die Organisation Todt, die aufgrund ihrer enormen bautechnischen und logistischen Kapazitäten allein in der Lage war, eine solche Vielzahl von derart gewaltigen Bauaufgaben unter hohem Zeitdruck durchzuführen. Der größte Bunker dieser Art hat seinen Standort in Brest, der zweitgrößte und zugleich größte in Deutschland ist der U-Boot-Bunker Valentin in Bremen-Rekum.
Weitere U-Boot-Bunker stehen im französischen Saint-Nazaire, La Rochelle-La Pallice, Bordeaux und Lorient sowie in Trondheim (Dora 1 und 2) und Bergen, beide in Norwegen gelegen. Weitere deutsche Orte, an denen U-Boot-Bunker standen, sind Helgoland, Hamburg-Finkenwerder und der U-Boot-Bunker Kilian in Kiel; diese Bunker wurden nach dem Krieg gesprengt, lediglich in Finkenwerder (Fink II) sind noch Mauerreste sichtbar. Der U-Boot-Bunker Hornisse in Bremen ist mit einem Bürohochhaus überbaut worden.
Die U-Boot-Bunker an der französischen Atlantikküste haben teils eine Deckenstärke von bis zu 10 m Stahlbeton und einen grillrostartigen Aufbau aus Betontraversen auf dem Dach, in welchem sich Fliegerbomben verfangen bzw. schon oberhalb des eigentlichen Bunkers zur Explosion kommen sollten. Viele dieser Deckenverstärkungen konnten bis Ende des Krieges nicht fertiggestellt werden, so dass einige der Fangroste nur teilweise erstellt wurden, bei anderen sind nur die Längsträger fertiggestellt worden.
Darüber hinaus sind sie mit Schleusen und gezeitenunabhängigen Hafenbecken ausgerüstet, um die Einsatzfähigkeit bei den großen Tidenhüben des Atlantiks zu gewährleisten.

### Frankreich

#### Die Anlage in Bordeaux

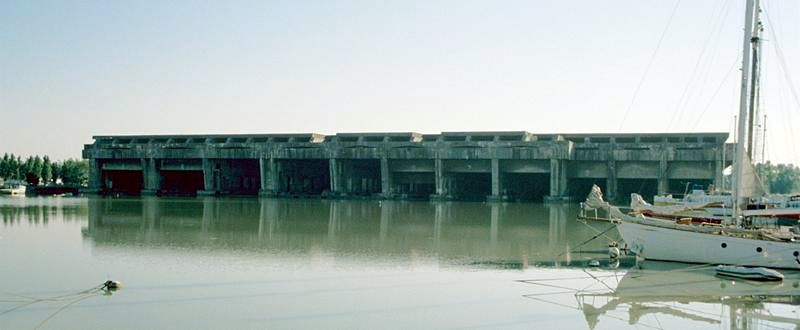
Der U-Boot-Bunker in Bordeaux (Juli 2005)

Die U-Boot-Basis Bordeaux mit ihren sieben Trocken- und vier Nassboxen hat eine Größe von 245 m × 162 m und eine Höhe von 19 Metern. Der Bau des Bunkers begann im September 1941 und war bis Mai 1943 abgeschlossen. Ab Mitte 1943 begannen dann die Bauarbeiten an den Deckenverstärkungen, die jedoch bis zum 28. August 1944, der Räumung des Hafens, nicht abgeschlossen wurden.

#### Die Anlage von Brest
Im Juni 1940 besetzten Truppen der Wehrmacht im Westfeldzug den Norden Frankreichs und bald darauf begannen die deutschen Besatzer, den Hafen Brest zu befestigen. Auch andere Küstenorte wurden befestigt (siehe Atlantikwall).
Brest liegt in einem 180 km² großen Naturhafen, der Bucht von Brest.
Die sehr große Anlage in Brest umfasste neben dem eigentlichen U-Boot-Bunker auch ein Kraftwerk und zahlreiche Dockanlagen.
Nach der Landung der Alliierten in der Normandie (Operation Overlord) gelang es ihnen, in der Schlacht um die Bretagne (ab 1. August 1944) ihren Brückenkopf auszubauen. Vom 7. August bis zum 20. September gab es umfangreiche Kämpfe um Brest (siehe Schlacht um die Bretagne#Die deutschen Verteidiger).
Die beiden hier stationierten Unterseebootflottillen, die 1. U-Flottille und die 9. U-Flottille, wurden aufgelöst bzw. an andere Standorte verlegt. Seit Beendigung des Krieges dient das ganze Areal der französischen Flotte als Basis für Vorpostenboote und Ähnliches. Eine Besichtigung ist in Teilen als Führung möglich. Die Führung ist für Angehörige von NATO- und EU-Staaten ohne Voranmeldung möglich. Für Besucher aus anderen Staaten ist eine vorherige Anmeldung notwendig.

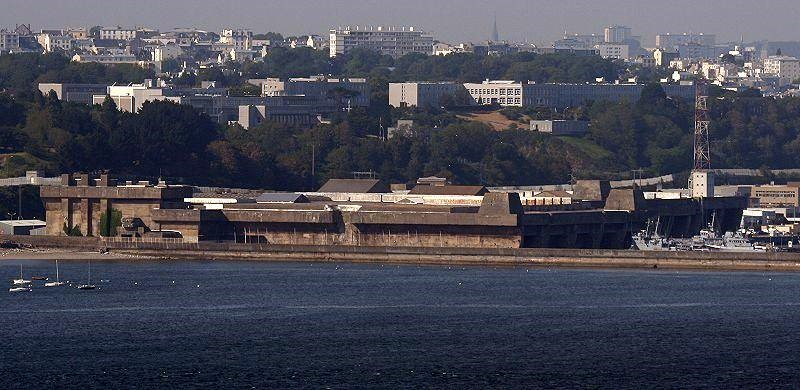
Der U-Boot-Bunker in Brest (Juni 2006)
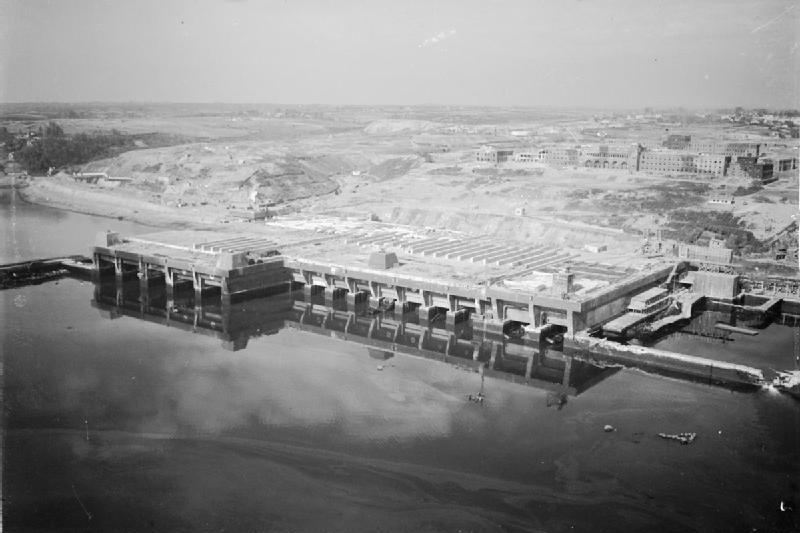
U-Boot-Bunker von Brest (August 1944)

#### Die Anlage in La Rochelle-La Pallice
Der Hafen von La Pallice wurde ab 1940 von der deutschen Kriegsmarine als Stützpunkt für U-Boote genutzt. Im Frühjahr 1941 wurde mit dem Bau der Bunkeranlage begonnen. Innerhalb von nur sechs Monaten wurden die gedeckte Schleuse und der vom Meer gesehen linke Teil mit sieben U-Boot-Liegeplätzen errichtet. 1942 wurde die Anlage auf der rechten Bunkerseite um drei weitere Liegeplätze vergrößert. Der vorher am rechten Rand liegende kleine Kai blieb erhalten und war mit Zügen befahrbar. Der Bunker ist 192 Meter lang und 159 Meter breit. Die Dachkonstruktion besteht aus zwei Lagen Stahlbeton, die eine Stärke von je ca. 3,5 m haben. Die Gesamtdicke des Daches beträgt 7,3 Meter. Im direkten Umfeld entstanden zahlreiche kleinere Bunker. Sie dienten als Verteidigungsanlagen oder bildeten die Infrastruktur der Basis, wie unter anderem Lokschuppen, Kraftstofflager, Lazarett, Kraftwerk.

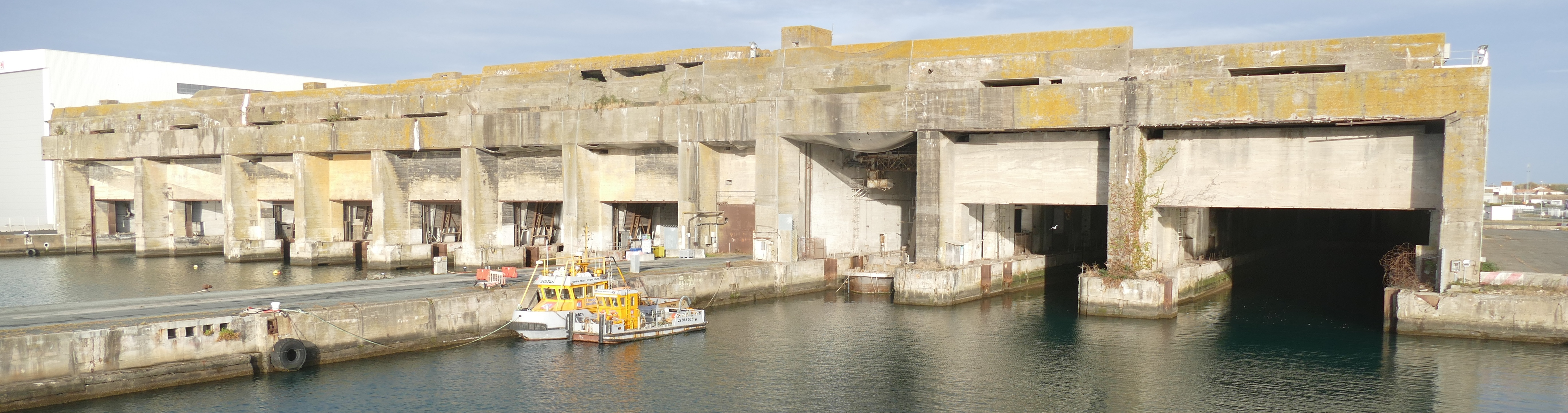
Hauptbauwerk der U-Boot-Basis in La Rochelle-La Pallice (2016)
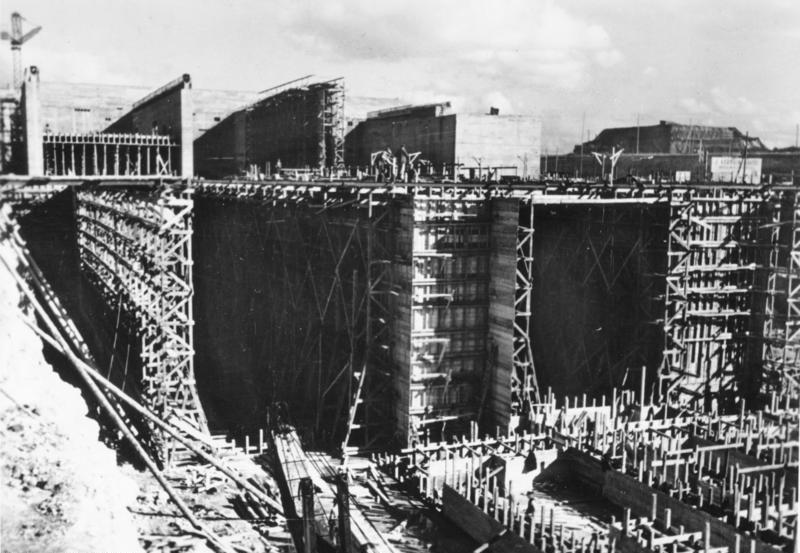
Bau der Anlage von La Pallice 1942

Die U-Boot-Hafenanlagen von La Pallice wurden im Zweiten Weltkrieg nicht zerstört. Eine Art Stillhalteabkommen zwischen dem Festungskommandanten von La Rochelle, Vizeadmiral Ernst Schirlitz, und dem französischen Unterhändler, Fregattenkapitän Meyer, führten dazu, dass mit dem Tag der deutschen Gesamtkapitulation am 9. Mai 1945 die Stadt La Rochelle und die Hafenanlagen La Pallice unversehrt übergeben wurden.
Nach dem Krieg nutzte die französische Marine vor allem das Hauptbauwerk; noch in den 1990er Jahren jedoch waren große Teile frei begehbar, teils auch das Innere. Das umliegende Gelände und das ehemalige U-Boot-Hafenbecken werden seit Mitte der 1990er Jahre mehr und mehr als Handelshafen genutzt. Eine Besichtigung ist inzwischen (2007) nicht mehr möglich, da das umliegende Hafengelände nicht betreten werden darf.
Der U-Boot-Bunker von La Pallice diente als Kulisse für die Filme Das Boot und Indiana Jones – Jäger des verlorenen Schatzes und wird heute teilweise von der französischen Marine als Lager genutzt.

#### Die Anlagen in Lorient

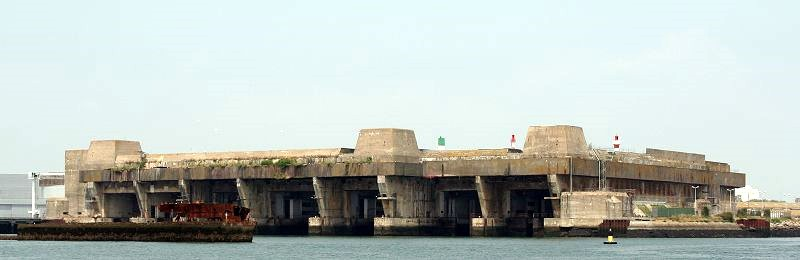
Der Bunker Kéroman III in Lorient vom gegenüber gelegenen Sportboothafen in Kernével aus gesehen. (Juni 2006)

Die U-Boot-Bunker in Lorient stellten während des Zweiten Weltkrieges hinsichtlich ihrer Ausdehnung den größten deutschen U-Boot-Stützpunkt dar. Hier wurden sechs einzelne Bunker unterschiedlicher Größe mit Liege- und Dockplätzen für die Boote gebaut und in Betrieb genommen, ein siebter blieb unvollendet. Charakteristisch für die Bunkeranlagen in Lorient sind zwei außergewöhnliche Konstruktionen, die an keinem anderen deutschen Stützpunkt vorhanden waren und von denen eine lediglich für den Bremer U-Boot-Montagebunker Valentin in stark abgewandelter Form geplant war, aber nicht zur Ausführung kam:
- die bereits 1936 französischerseits errichtete Slipanlage im Fischereihafen. In ihrem Anschluss befanden sich eine Drehscheibe und zwei unikate Dombunker, die noch heute vorhanden sind.
- die verbunkerte Aufschleppanlage und die Schiebebühne zwischen den beiden auf dem Festland errichteten Bunkern Kéroman I und II.

Eine weitere Besonderheit der Kéroman-Anlagen ist die inzwischen als Museum genutzte Ausbildungsanlage für U-Boot-Rettungsausstiege. Um den Umgang mit dem Tauchretter eingehend zu üben, wurde ein an Kéroman II angebauter Bunker errichtet und mit entsprechenden Einrichtungen zur Simulation von Notausstiegen ausgerüstet. Der von den Deutschen als Tauchtopf bezeichnete, später von den französischen Seeleuten in „Tour Davis“ umgetaufte Übungsstand war bis zur Aufgabe des Stützpunktes Ausbildungsort für U-Bootfahrer. Der Tauchtopf ist bis auf kleinere Modifikationen heute noch im Originalzustand zu besichtigen.
Ein weiteres Detail der Anlagen in Lorient sind zwei Wracks im Hafenbecken direkt vor Kéroman III, die von den deutschen Truppen dort versenkt wurden, um Torpedoflugzeuge daran zu hindern, die Schleusentore anzugreifen. Diese Schiffe waren nach dem Ersten Weltkrieg an Frankreich gegangene Reparationsleistungen.
Zwischen 1940 und 1942 befand sich die Dienststelle des Befehlshabers der U-Boote, Konteradmiral Karl Dönitz, auf der westlich der Kéroman-Anlagen gelegenen Halbinsel Kernével, die zu dem Lorienter Vorort Larmor gehört. In Larmor Plage und auf der Halbinsel von Gâvres befand sich zudem jeweils eine verbunkerte Küstenbatterie.
Bis Mitte der 1990er Jahre dienten die Bunkerkomplexe im „Port de Pêche“ und auf der Halbinsel Kéroman der französischen Marine. Heute beherbergen sie ausschließlich zivile Nutzer und sind teilweise ungenutzt. Auf dem Gelände wurden einige Werfthallen für den Bau von Segelbooten errichtet. Der Bereich vor der Aufschleppe der Dombunker wurde umgestaltet; dort befindet sich heute eine Rampe für das Wassern von Segelbooten. Da sich der vollständige Abbruch der Anlagen als zu kostspielig erwies, wurden nur Teile von Kéroman IV und des Bahnhofs abgebrochen. Kéroman III und der Tauchturm können im Rahmen einer Führung besichtigt werden. Fast der gesamte Bereich der Kéroman-Basis ist zumindest von außen für Besucher zugänglich.
Lorient wurde vom 7. August 1944 bis 10. Mai 1945 belagert (Näheres hier: Schlacht um die Bretagne#Belagerung von Lorient (7. August 1944 bis 10. Mai 1945)).

#### Die Anlage in Marseille
Martha ist ein unvollendeter deutscher U-Boot-Bunker, der im Hafen von Marseille von 1943 bis 1944 errichtet wurde.

#### Die Anlage in St. Nazaire
1941 begannen die deutschen Besatzungstruppen mit der Errichtung der U-Boot-Basis im Hafen von St. Nazaire und setzten dabei eine große Anzahl Zwangsarbeiter ein. 480.000 m³ Stahlbeton wurden verbaut, wobei die umbaute Fläche 39.200 m² betrug. Zunächst beherbergte die Anlage nur eine Basis für zwei U-Boot-Flottillen, die im Atlantik eingesetzt wurden. Sie wurde 1942 zur Kriegswerft erweitert und beherbergte dann neben Werkstätten auch medizinische Einrichtungen und Kantinen. Im weiteren Umfeld entstanden als Teil des Atlantikwalls auch zahlreiche Bunkeranlagen. Weitere vor allem in Nähe der Loiremündung gelegene Anlagen beherbergten Depots und andere Infrastruktureinrichtungen. Als bedeutende Hafen- und Werftstadt besaß St. Nazaire darüber hinaus noch ein sehr großes Dock, das einzige an der Atlantikküste, das sich für große Schlachtschiffe wie die Bismarck oder die Tirpitz eignete.

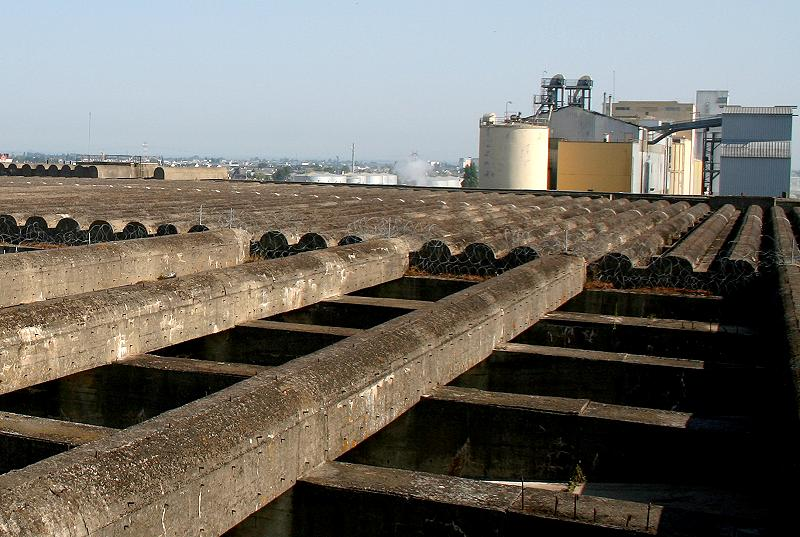
Bomben-Fangroste auf dem U-Boot-Bunker in St. Nazaire (Stand: Juli 2005)
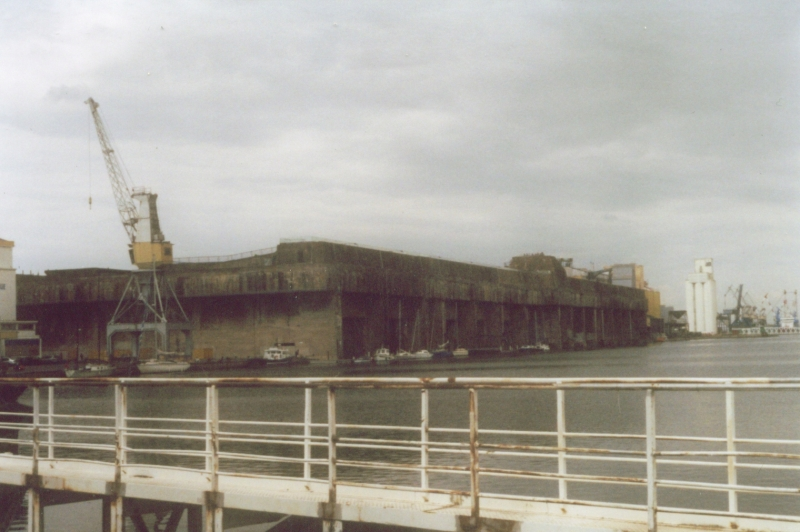
Hauptbauwerk der U-Boot-Basis in St. Nazaire
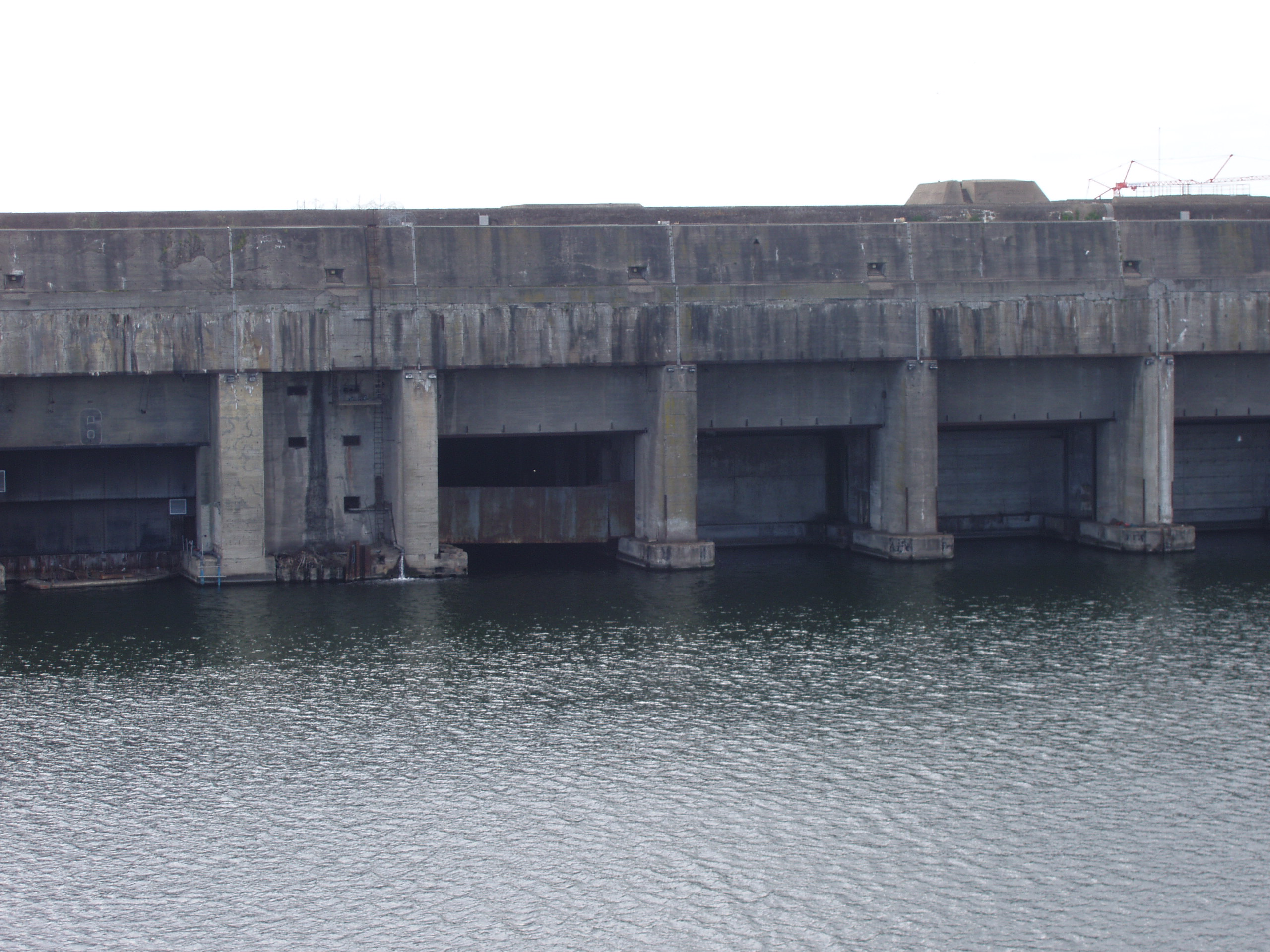
Der U-Boot-Bunker von der Wasserseite
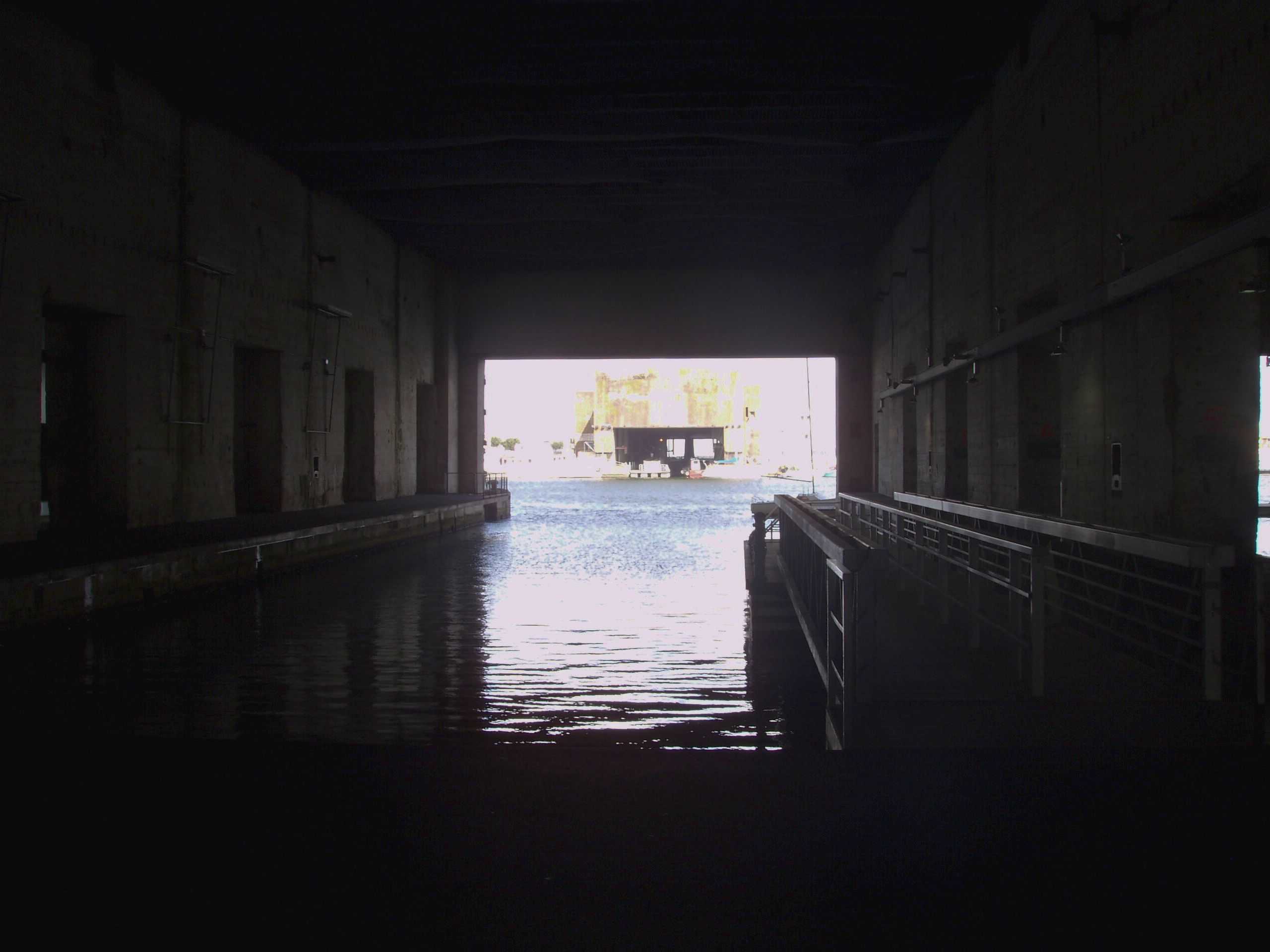
Blick aus dem U-Boot-Bunker

Aus dieser Kriegswichtigkeit resultierten die zahlreichen Luftangriffe auf den Hafen und die umliegende Stadt. Am 28. März 1942 wurde der Hafen, insbesondere das große Dock, Ziel eines britischen Kommandounternehmens unter dem Decknamen Operation Chariot. Dabei wurde jedoch nur die Dockeinfahrt zerstört. Die Bombardements schadeten dem Bunker wenig, jedoch wurde die Stadt in großen Teilen zerstört. Ab 1943 sollte sie gezielt unbewohnbar bombardiert werden. Die Deutschen hielten die Stadt trotz der alliierten Rückeroberung Frankreichs 1944 als eine Enklave bis Kriegsende (siehe hier).
Die gesamte U-Boot-Basis ging nach dem Krieg an die Marine Nationale über, die die Bunker als Depot für Zivil- und Militärschiffe nutzte. Ab 1948 bis in die 1990er Jahre wurde die Basis von Handelsunternehmen als Lager genutzt. In den Jahren 1953 bis 1959 wurde der Bunker zuletzt als Werft genutzt; acht Minenräumboote liefen hier vom Stapel. 1995 begann die Stadt mit der Ausführung des „Ville-Port“-Projekts, das neben einer Umgestaltung der Innenstadt auch die Einbeziehung des Hafens mit der U-Boot-Basis beinhaltet. Heute ist das Hauptbauwerk in die Innenstadt integriert und beherbergt das Tourismusbüro, ein Café und eine Aussichtsterrasse, die fast das ganze Dach umfasst. Ferner ist in der gedeckten Schleuse seit August 1986 das U-Boot S637 Espadon untergebracht und dient als Museum; auch hier ist das Dach als Aussichtsplattform zu betreten.

### Deutschland

#### Die Anlagen in Bremen

##### U-Boot-Bunker Hornisse
Der U-Boot-Bunker Hornisse ist ein ehemaliges Baudock für die frühere Schiffswerft AG Weser in Bremen. Das Dock wurde 1939 errichtet, wegen des immer intensiveren U-Boot-Krieges ab 1944 dann aber zu einer U-Boot-Werft umgebaut. Auf der Decke des Bunkers wurde Ende der 1960er Jahre ein Bürogebäude errichtet.

##### U-Boot-Bunker Valentin

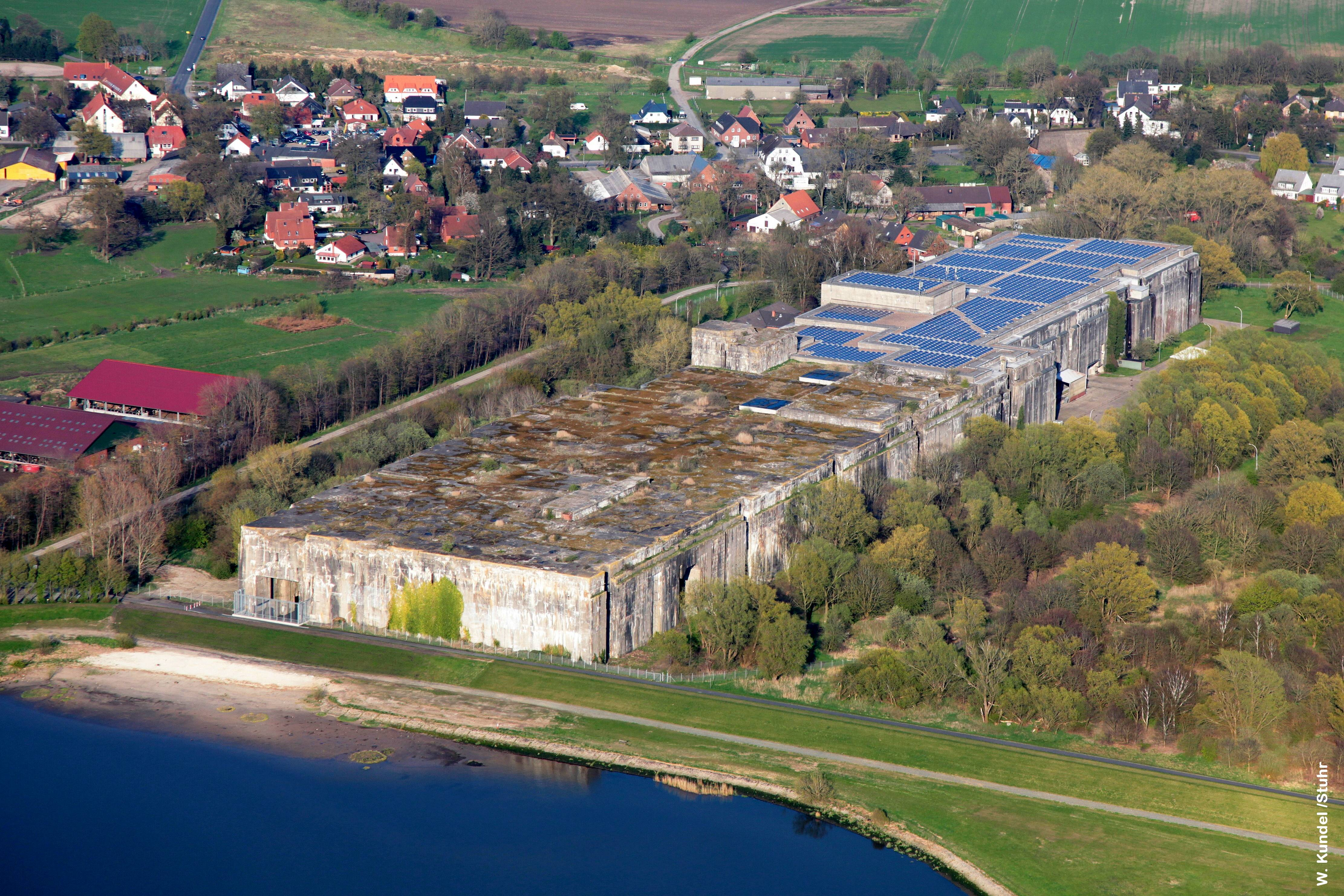
U-Boot-Bunker Valentin in Bremen (2012)

Der U-Boot-Bunker Valentin, häufig auch U-Boot-Bunker Farge genannt, ist ein im Bremer Ortsteil Rekum an der Weser gelegenes Bauwerk, das während des Zweiten Weltkrieges von 1943 bis März 1945 unter Einsatz von Zwangsarbeitern errichtet wurde. In dem Bunker sollten aus vorgefertigten Sektionen U-Boote des Typs XXI montiert werden. Infolge von Bombardierungen – die Decke wurde von einer Grand-Slam-Bombe durchschlagen – und des nahenden Kriegsendes wurde der U-Boot-Bunker nicht fertiggestellt. Mit 35.375 Quadratmetern Grundfläche ist er der größte freistehende Bunker in Deutschland und der zweitgrößte in Europa. An Material wurden eine Million Tonnen Kies und Sand, 132.000 Tonnen Zement und 20.000 Tonnen Stahl verbaut.

#### Die Anlagen in Hamburg

##### U-Boot-Bunker Fink II
Fink II hieß der am Rüschkanal auf Finkenwerder gelegene U-Boot-Bunker, der 1941 bis 1944 auf dem Gelände der Deutschen Werft gebaut wurde. 1945 wurde er gesprengt. Heute befindet sich dort das Mahnmal U-Boot-Bunker Fink II.

#### Die Anlage auf Helgoland
Nordsee III war ein deutscher U-Boot-Bunker im Südhafen der Insel Helgoland, der nach dem Krieg von den Alliierten gesprengt wurde (siehe auch Sprengung von Bunkeranlagen auf Helgoland).

#### Die Anlage in Kiel
Kilian hieß der auf dem Gelände der Kriegsmarinewerft Kiel gelegene U-Boot-Bunker, der von 1941 bis 1943 gebaut wurde. 1945 wurde er zum größten Teil gesprengt.
Ein weiterer Bunker stand auf dem Gelände der Deutschen Werke Kiel und erhielt die Bezeichnung Konrad.

### Norwegen

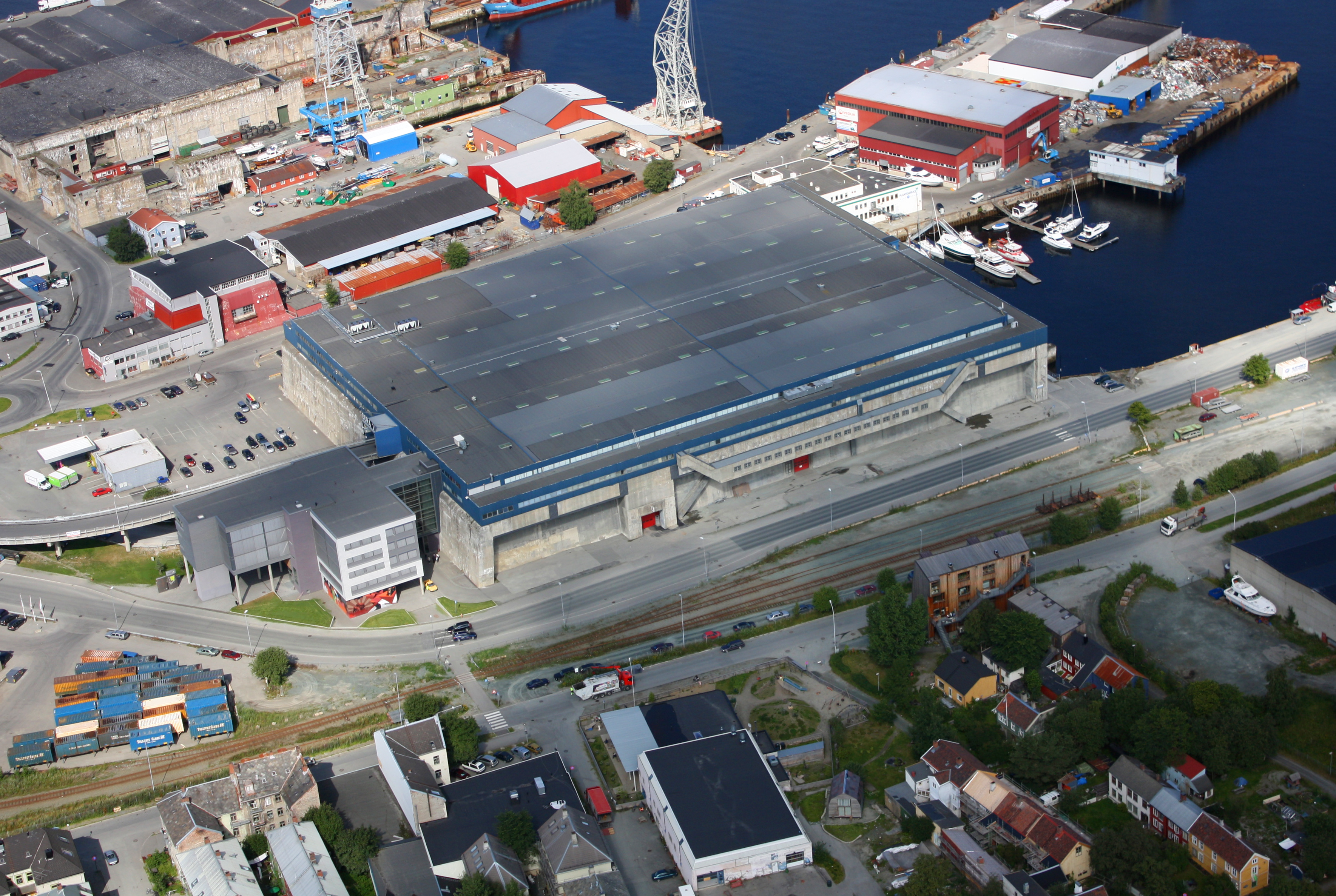
Der Bunker Dora 1 in der Bildmitte, links oben Dora 2

#### Die Anlage in Bergen
Bruno ist ein deutscher U-Boot-Bunker in Bergen, der am 12. Januar 1945 von engl. Bombern durch Tallboy-Bomben beschädigt wurde.

#### Die Anlagen in Trondheim
Dora 1 und Dora 2 sind zwei U-Boot-Bunker in Trondheim. Dora 1 wurde am 20. Juni 1943 der Kriegsmarine übergeben, während Dora 2 nie fertiggestellt wurde.

### Weitere geplante U-Boot-Bunker
Im Kriegsverlauf wurden weitere große U-Boot-Bunker geplant. Die Planungen aus dem Jahr 1942 sahen den Bau von 5 neuen verbunkerten U-Boot-Großwerften in Rügenhafen, Gotenhafen, Danzig, Trontheim und Nikolajew vor. Des Weiteren wurden auch U-Boot-Bunker in Swinemünde in Pommern und auf der dänischen Ostseeinsel Bornholm geplant. Die meisten dieser Projekte wurden wieder verworfen oder aufgeschoben.
So sollten in Gotenhafen der U-Boot Bunker Weichsel I und in Danzig der U-Boot Bunker Weichsel II (auf dem Gelände der Schichau Werft) errichtet werden.
Der U-Boot-Bunker Weichsel I sollte zwei Hallen mit Wasserbecken erhalten. Hierbei waren folgende Abmaße vorgesehen: Wasserbeckenbreite jeweils 17,5 m, eine Beckenlänge von 110 m und eine 20 m breite Werkstattplattform. Ergänzt wurden diese Bauten durch einen mehrgeschossigen Werkstattteil mit 3000 m² Fläche je Wasserhalle. Den Auftrag zur Errichtung erhielt das Unternehmen Dyckerhoff & Widmann am 14. Dezember 1942.
Der U-Boot-Bunker Weichsel II sollte 3 Hallen mit Wasserbecken erhalten. Hinzu kamen drei verbunkerte Werkstattflächen (jeweils 2000 m² groß). Den Auftrag zur Errichtung erhielt das Unternehmen Siemens-Bauunion am 16. Dezember 1942. Die Pläne für die U-Boot-Bunker Weichsel I und Weichsel II wurden Ende Januar 1943 wieder aufgegeben bzw. abgeändert in den Bau unverbunkerter U-Bootwerftanlagen an gleicher Stelle.
Gegen Kriegsende (das heißt, nach dem Verlust der Basen an der französischen Atlantikküste und wegen der immer stärker werdenden alliierten Luftbedrohung) kam es zur Wiederaufnahme einiger Bauprojekte. So sahen z. B. neue Planungen vom 28. November 1944 den Bau eines großen U-Bootbunkers in Gotenhafen mit 24 U-Boot-Boxen vor (die Hauptaufgabe des Bunkers sollte in der Reparatur Typ XXI-U-Booten liegen).
Auch kam es 1944 zur Wiederaufnahme von Teilelementen des Bauprojektes Rügenhafen. So wurden die Bauarbeiten für den Kanaldurchstich zum Großen Jasmunder Bodden und die Errichtung eines U-Bootbunkers (mit 24 Bootsboxen) in den Banzelvitzer Bergen auf Rügen mit Hochdruck wiederaufgenommen. Aufgrund der Kriegslage kam es jedoch nicht mehr zur Fertigstellung des Projektes.

### Angriffe auf deutsche Bunker im Zweiten Weltkrieg

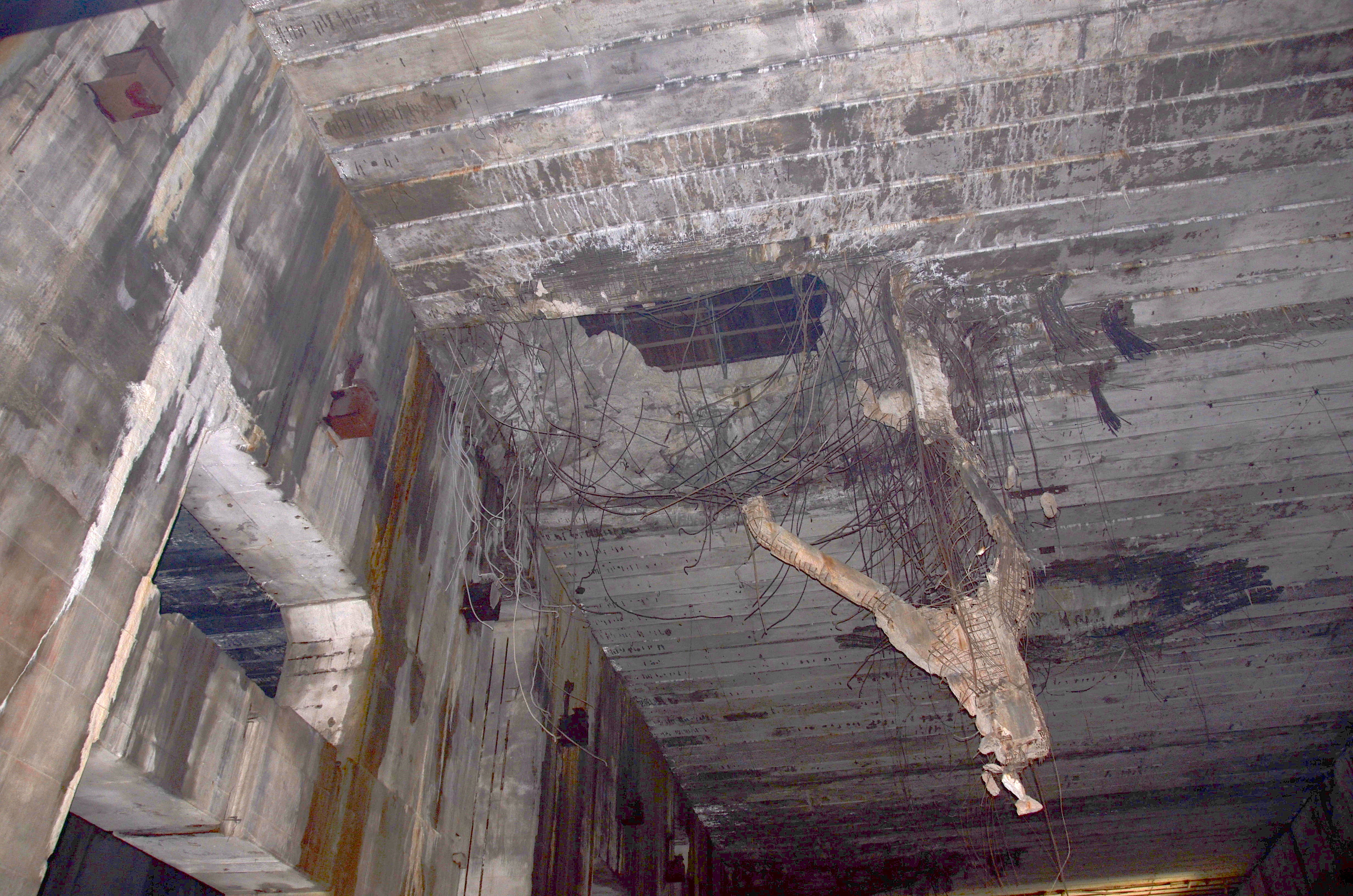
Einschlagloch einer britischen Bombe im U-Boot-Bunker Valentin

Einige der Bunker galten zu ihrer Zeit als „sicher gegen jedes Kaliber“, zum Beispiel die in Brest und La Rochelle. Die englische Royal Air Force bildete eine Staffel, die No. 617 Squadron, auch „Dam Busters“ genannt, die überschwere Bomben wie die Tallboy oder die Grand Slam abwarf.
Am 14. Juni 1944 griffen während der ersten massiven Tagangriffe seit Mai 1943 22 Lancaster der No. 617 Squadron die stark befestigten Anlagen in Brest an. Sie leisteten damit eine Vorarbeit vor dem Anflug der eigentlichen ersten Bomberwelle. Mehrere Treffer waren zu verzeichnen, eine der Tallboy-Bomben durchschlug die Decke.
Am 5. August 1944 griffen 15 Avro Lancaster der 617. die U-Bootbunker in Brest an und erzielten sechs Tallboy-Volltreffer, die allesamt die mehrere Meter dicke, speziell verstärkte Decke durchschlugen. Eine Lancaster wurde dabei von der Flak abgeschossen. Darauffolgende Bemühungen der Kriegsmarine, die verbleibenden Stützpunkte mit noch dickeren Betondecken zu verstärken, zogen dringend benötigte Ressourcen von anderen Bauvorhaben ab.
Neben den Tallboy-Bomben kamen ab März 1945 auch die sogenannten Grand-Slam-Bomben zum Einsatz.

### Albanien

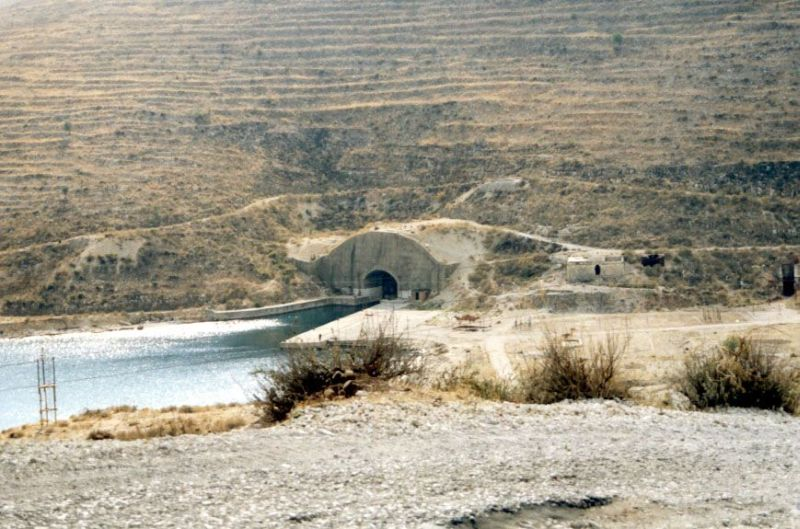
Ehemaliger albanischer U-Boot-Bunker in Porto Palermo, Albanien

### Kroatien

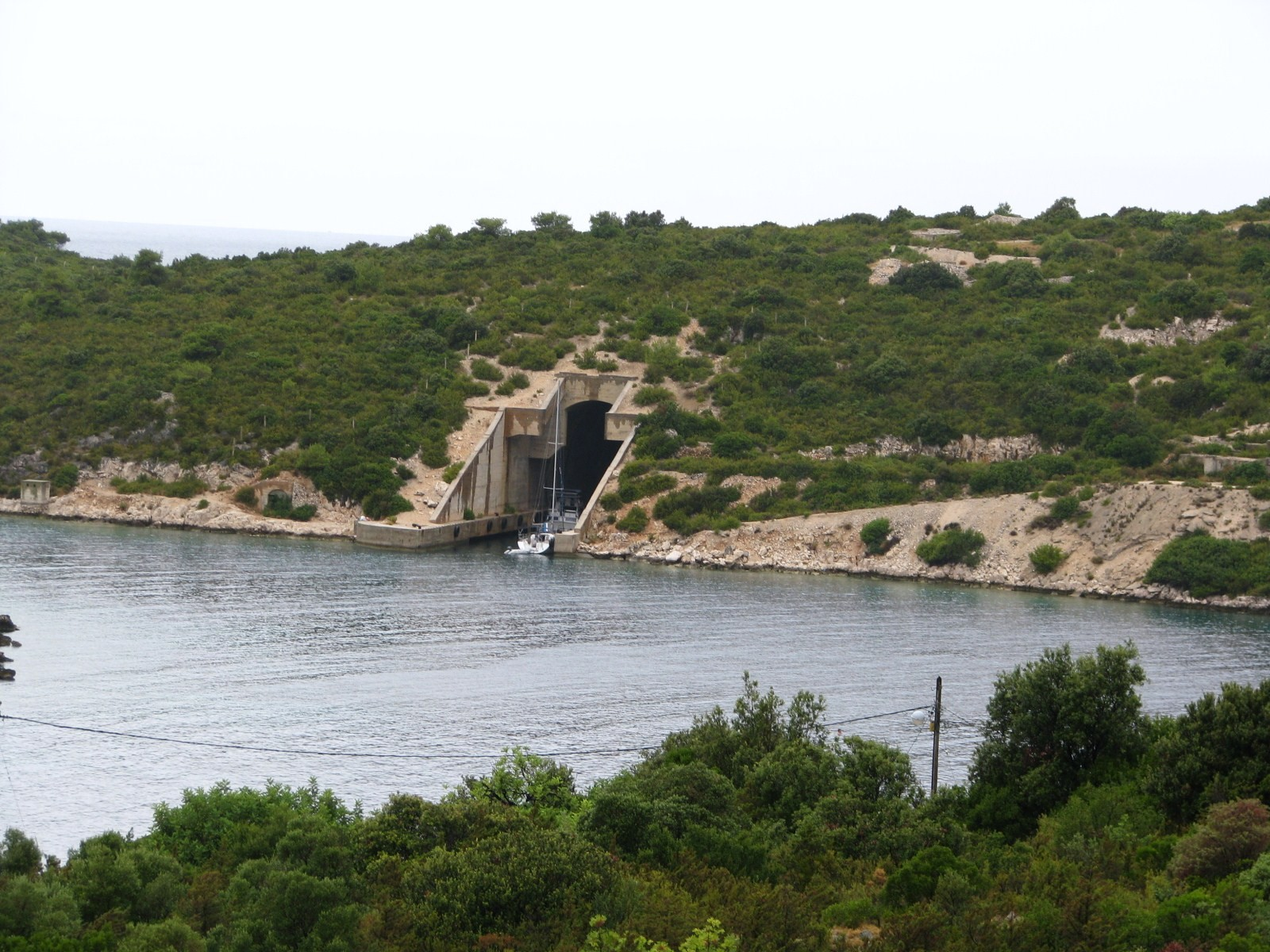
Eingang zum U-Boot-Bunker auf Vis in Kroatien

#### Balaklava

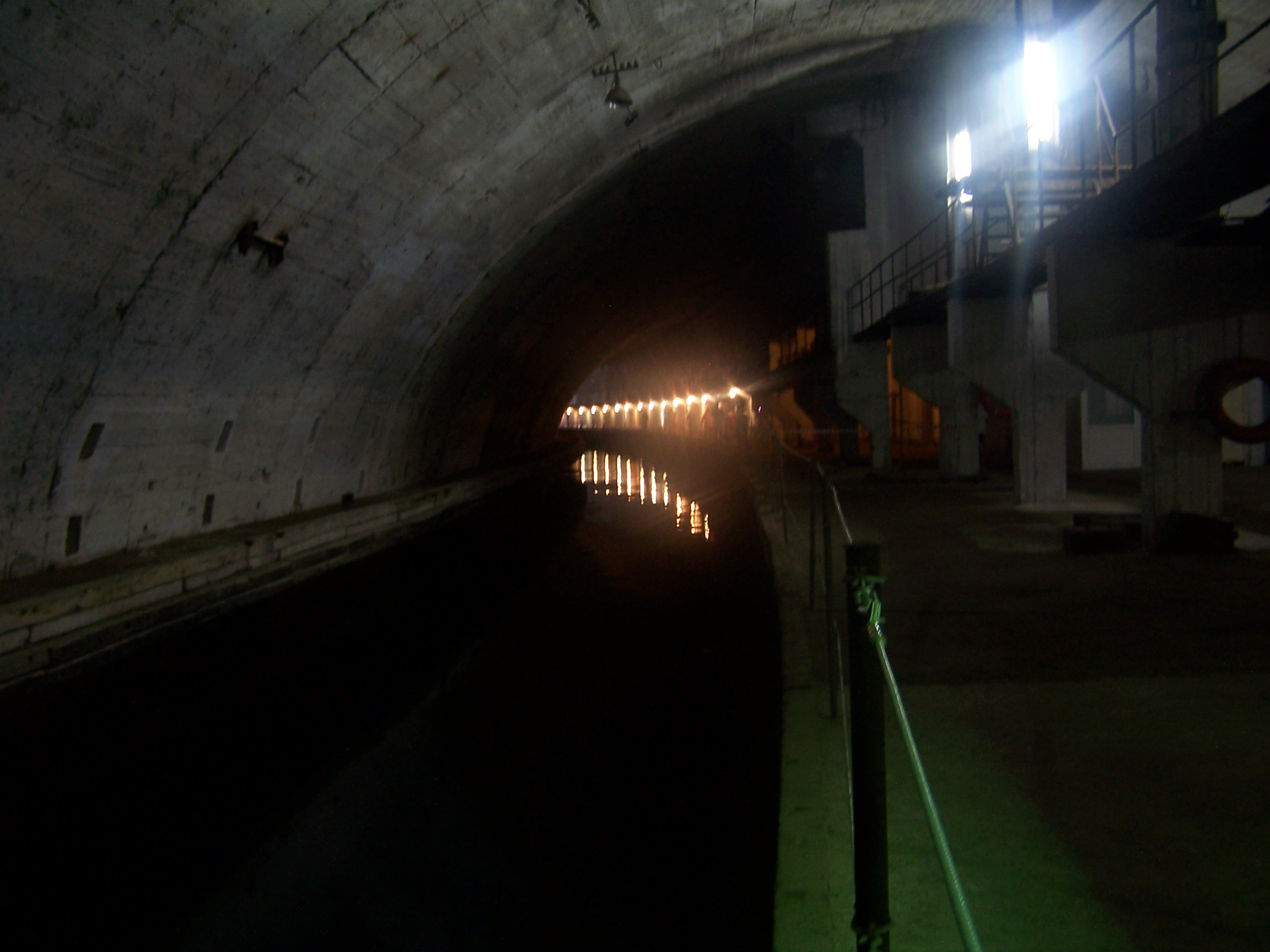
Kanal innerhalb des U-Boot-Bunkers Balaklawa